# Ingrid Neppelberg
Ingrid Ylva Neppelberg, född 22 maj 1916 i Aspö församling, Södermanlands län, död 27 april 2000 i Västerås, Västmanlands län, var en svensk målare och tecknare.
Hon var dotter till godsägaren Oscar Swensson och hans hustru Sara Neppelberg. Neppelberg studerade konst för Erik Clemmesen i Köpenhamn 1949 och för Kræsten Iversen vid den danska konstakademien 1950 och i Frankrike 1953 samt studier vid olika italienska och spanska museer 1954-1956. Separat ställde hon ut i Arvika 1956 och i Västerås 1960. Hon medverkade i samlingsutställningar på den danska konstakademien i Köpenhamn ett flertal gånger i slutet av 1950-talet och i samlingsutställningar med västmanländska konstnärer. Hon tilldelades ett stipendium från Norsk-Svenskas samarbetsfonden 1957. Bland hennes offentliga arbeten märks en altarbrun till Teda kyrka. Hennes konst består av stilleben, porträtt och landskapsmålningar i olja eller akvarell samt teckningar i kol eller blyerts. Hon utgav 1981 en bok om Nils-Aron Berges kyrkmålningar.